# IC 1905
IC 1905 — галактика типу *3 (потрійна зірка) у сузір'ї Персей.
Цей об'єкт міститься в оригінальній редакції індексного каталогу.